# Theary Seng

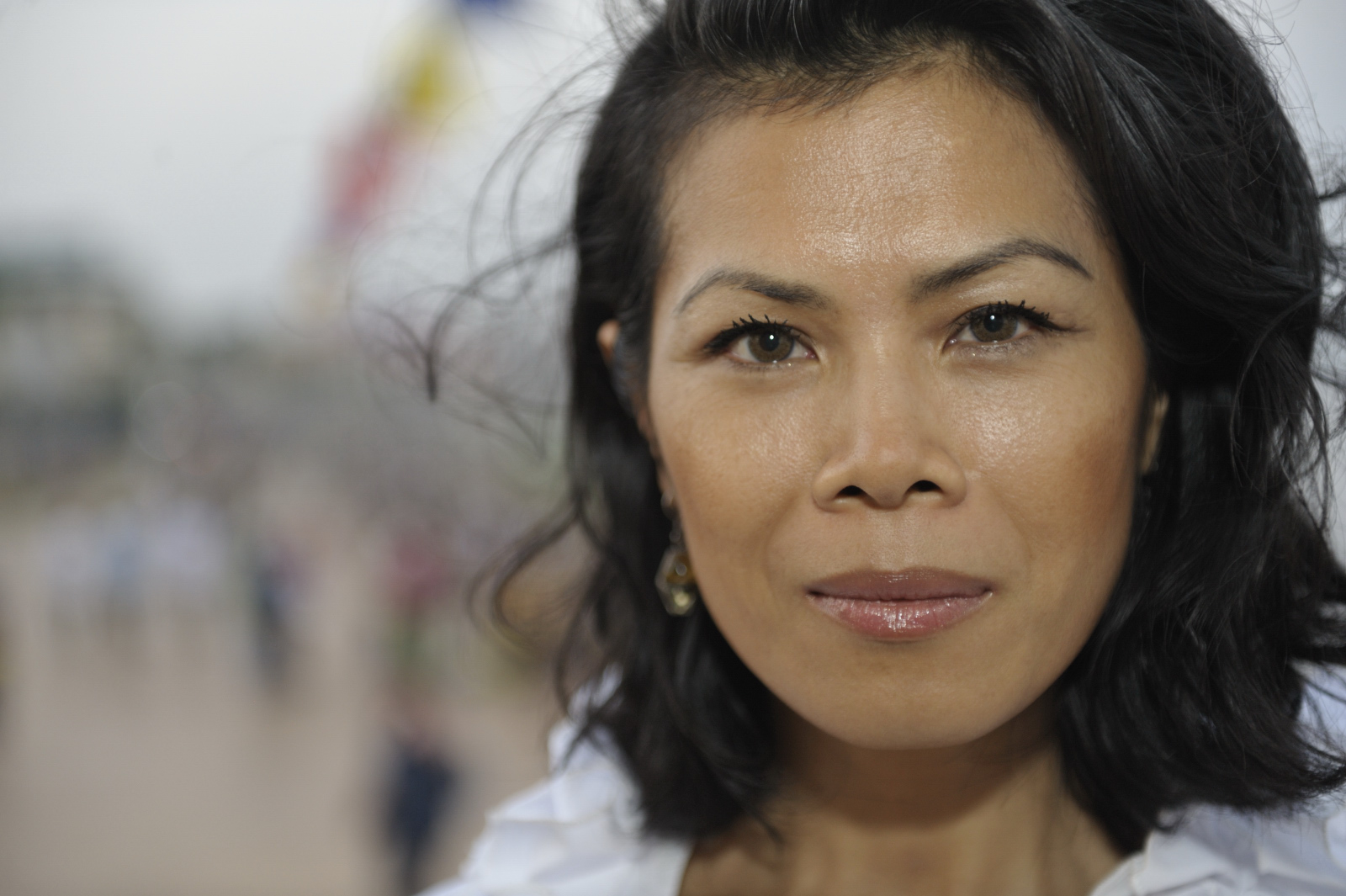
Theary Seng im Jahr 2009

Theary Chan Seng (* 1971 in Phnom Penh, Republik Khmer) ist eine kambodschanisch-US-amerikanische Menschenrechtsaktivistin, Juristin und Autorin.

## Leben
Seng und ihr jüngerer Bruder wanderten 1979 in die Vereinigten Staaten aus, nachdem ihre Eltern und mehrere Verwandte von der Roten Khmer getötet worden waren. Im Jahr 2000 erwarb sie einen Juris Doctor an der University of Michigan Law School. Sie ist bei der American Bar Association zugelassen. 
Im Jahr 2004 kehrte sie nach Kambodscha zurück, wo sie zunächst als Executive Director das Centre of Social Development und später das Cambodian Center for Justice & Reconciliation gründete und Präsidentin am Center for Cambodian Civic Education (CIVICUS Cambodia) wurde. Im Jahr 2005 veröffentlichte sie ihre Memoiren Daughter of the Killing Fields, in denen sie von ihren Kindheitserlebnissen während der Herrschaft der Khmer berichtet.
Am 14. Juni 2022 wurde sie in Phnom Penh wegen „Vorbereitung zum Hochverrat“ zu einer sechsjährigen Freiheitsstrafe verurteilt, weil sie zusammen mit anderen Aktivisten den im ausländischen Exil lebenden Oppositionspolitiker Sam Rainsy bei dem gescheiterten Versuch unterstützt haben soll, nach Kambodscha zurückzukehren.

## Werk
- Theary C. Seng: Daughter of the Killing Fields: Asrei’s Story. Fusion Press, 2005, ISBN 978-1-9041-3278-3.